# Mount Assiniboine
Mount Assiniboine, auch Assiniboine Mountain genannt, ist ein Berg in Kanada. Er  erhebt sich auf der Kontinentalen Wasserscheide an der Grenze zwischen British Columbia und Alberta.
Mit 3618 m ist es der höchste Gipfel im südlichen Teil, der Southern Continental Ranges, der kanadischen Rocky Mountains. Aufgrund der pyramidenförmigen Form des Mount Assiniboine wird der Berg oft das „Matterhorn“ der Rocky Mountains genannt. Mount Assiniboine erhebt sich fast 1525 m über den Lake Magog.
Mount Assiniboine wurde von George M. Dawson im Jahr 1885 benannt. Als Dawson Mount Assiniboine vom Copper Mountain her erblickte, sah er, wie eine Wolkenfahne vom Gipfel weg zog. Dies erinnerte ihn an die Rauchsäulen, welche von den Tipis der Assiniboine Indianer aufstiegen.
Der Berg liegt an der Grenze zwischen dem Mount Assiniboine Provincial Park in British Columbia und dem Banff-Nationalpark in Alberta.

## Geschichte
Per Pferd reisend hat der Bergsteiger Walter Wilcox, begleitet durch Barret und J.F. Porter und geführt durch Bill Peyto das erste Mal den Mount Assiniboine umrundet. Obwohl er zu dieser Zeit notierte, dass es zu schwierig sei, diesen Berg zu besteigen, kehrte Wilcox 1899 zurück, um einen Versuch zu wagen. Er musste aber wegen schlechten Wetters aufgeben. Im folgenden Jahr, 1900, mussten zwei Brüder aus Chicago, begleitet von zwei Schweizer Führern, an den steilen Felsen des Mount Assiniboine umkehren. Wilcox versuchte es 1901 noch einmal, musste aber 300 Meter unter dem Gipfel wegen starken Regens und Schnee frustriert aufgeben.
Nur fünf Wochen später, am 3. September 1901 gelang es schließlich James Outram, begleitet durch die beiden Schweizer Führer Christian Hasler und Christian Bohren, den Gipfel über die Südwest-Wand zu besteigen, den Gipfel zu überqueren und über den Nord-Grat abzusteigen.